# Tratado de Passarowitz

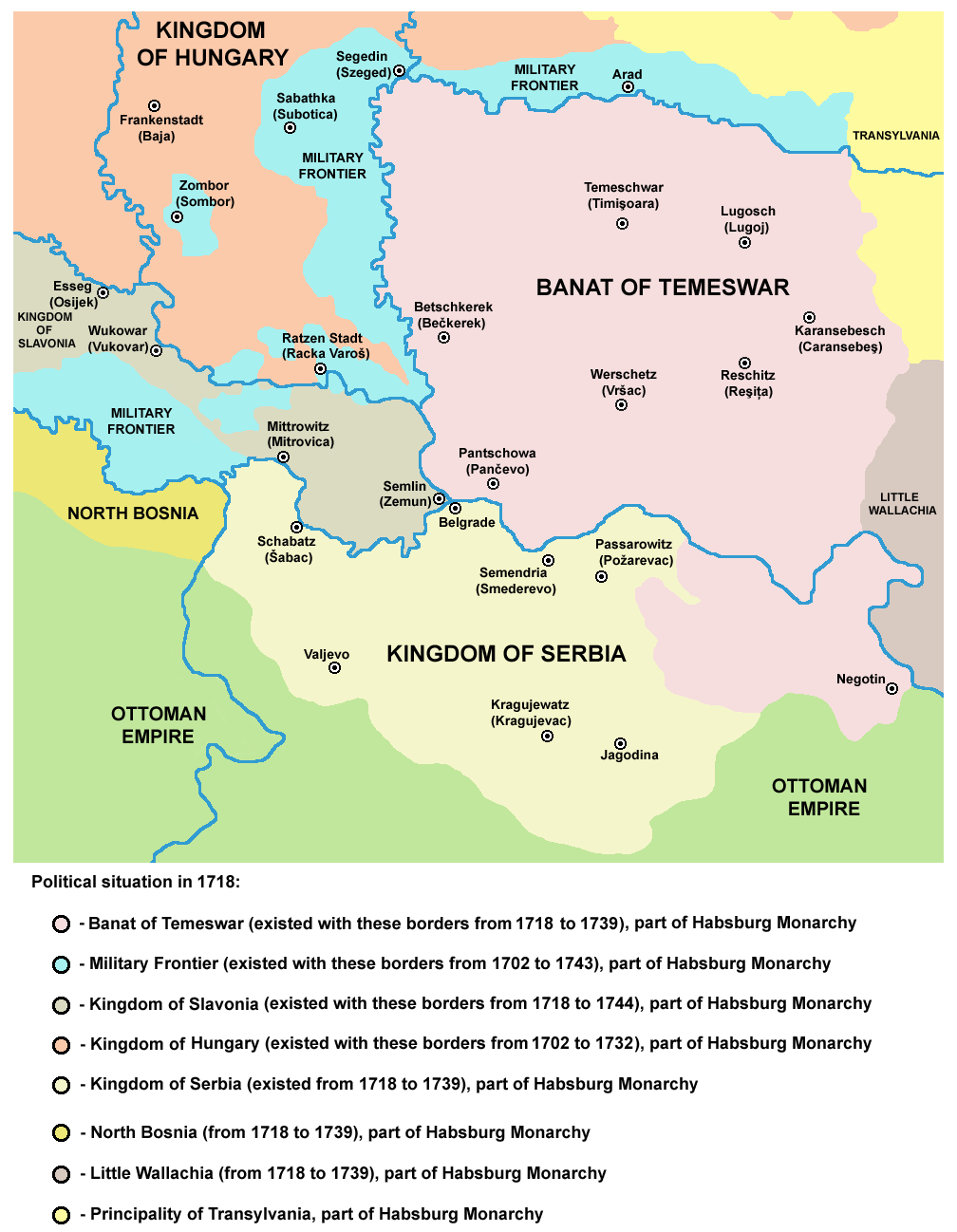

O Tratado de Passarowitz ou Tratado de Požarevac foi um tratado de paz assinado em Požarevac, cidade na moderna Sérvia, em 21 de julho de 1718 entre o Império Otomano de um lado, e o Império Austríaco e a República de Veneza de outro.
Durante os anos de 1714-1718, os Otomanos tiveram sucesso contra Veneza na Grécia e Creta, mas foram derrotados na Batalha de Petrovaradin (1716) pelas tropas austríacas do príncipe Eugênio de Savoia.
O tratado refletiu a situação militar. O Império Otomano perdeu o Banato de Temeswar (Timişoara), o norte da Sérvia (incluindo Belgrado), o norte da Bósnia e a Pequena Valáquia (Oltênia) para a Áustria.
Veneza perdeu as possessões na península do Peloponeso e Creta, ganhas pelo Tratado de Karlowitz, mantendo somente as Ilhas Jônicas e a Dalmácia. Belgrado e a Oltênia foram recuperadas pelo Império Otomano em 1739 pelo Tratado de Belgrado.